# Hoplia bilineata
Hoplia bilineata är en skalbaggsart som beskrevs av Fabricius 1801. Hoplia bilineata ingår i släktet Hoplia och familjen Melolonthidae. Inga underarter finns listade i Catalogue of Life.